# 17072 Athiviraham
17072 Athiviraham este un asteroid din centura principală de asteroizi.

## Descriere
17072 Athiviraham este un asteroid din centura principală de asteroizi. A fost descoperit pe 7 aprilie 1999 la Socorro, New Mexico, în cadrul proiectului LINEAR. Asteroidul prezintă o orbită caracterizată de o semiaxă mare de 2,26 ua, o excentricitate de 0,09 și o înclinație de 7,8° în raport cu ecliptica.